# Oliebol
Le Oliebollen (letteralmente pallotte di olio), chiamate anche in Belgio croustillons (letteralmente croccantine), smoutebollen o Schmalzkugeln (pallotte di lardo), sono frittelle dolci di forma sferica tipiche della notte di Capodanno e delle fiere di paese. In inglese sono tradotte spesso come Dutch Doughnuts (ciambelle olandesi).
Sono fatte a partire da un impasto lievitato di farina e uova, talvolta con uvetta, ribes, scorzette d'arancia candite e mele, il quale, dopo esser stato lievitato per circa un'ora, è raccolto con un cucchiaio da gelato e gettato nell'olio, nel burro o nella margarina bollente. Una loro variante è l'appelbeignet o "appelflap", che contiene anche una fetta di mela.
Dopo la frittura vengono ricoperti con zucchero a velo. 
Sono venduti ai chioschi o preparati in casa, dove sono serviti tradizionalmente assieme al caffè.